# 43. istarska divizija NOVJ-a
43. istarska divizija NOVJ-a utemeljena je 29. kolovoza 1944. godine u Čabru, Gorski kotar. Prvi zapovjednik divizije bio je Savo Vukelić, a politički komesar Josip Joža Skočilić.
U sastav divizije ušle su Prva, Druga i Treća istarska brigada. U trenutku osnivanja, imala je 3392 borca. U sastavu Prve brigade djelovao je talijanski bataljun „Pino Budicin“. Od studenoga 1944. godine u sastavu divizije je i topnički divizijun.
Operativna područja divizije, osim Istre, bila su Gorski kotar, Hrvatsko primorje i Pokuplje do Karlovca, a u ožujku 1945. i područje Žumberka. Divizija, kao postrojba Jedanaestog korpusa NOVJ-a, ušla je 2. ožujka 1945. u sastav Četvrte armije JA.
Tijekom završnih operacija za oslobođenje, djelovala je u pozadini neprijateljskih linija, napadajući njihova uporišta i komunikacije. Ukidanjem Jedanaestog korpusa došla je pod izravno zapovjedništvo Četvrte armije. Nakon 24. travnja 1945. godine, njezine su postrojbe počele ulaziti na teritorij Istre.
Prva je brigada u noći između 29. i 30. travnja zauzela neprijateljska uporišta Mrakovščinu i Materiju, a 5. svibnja opkolila je Pazin. Druga se brigada 28. travnja 1945. nalazila zapadno od linije Postojna–Rakek, a 5. svibnja zajedno s Trećom brigadom vodila je manje borbe na liniji Topolovec–Pomjan. Treća je brigada u noći između 19. i 20. travnja prešla ratište na liniji Mlaka–Rijeka, a sljedeće noći i prugu Trst–Rijeka, te jednim dijelom svojih snaga osiguravala postrojbe Devete divizije, a drugim djelovala na području Buzet–Buje–Kopar.

## Vanjske poveznice
- Istarska enciklopedija: 43. istarska divizija